# کیگالی
کیگالی پایتخت و بزرگ‌ترین شهر کشور آفریقایی رواندا است.

## جغرافیا
شهر کیگالی با جمعیت ۸۵۱٬۰۲۴ (در سال ۲۰۰۵) در مرکز رواندا قرار گرفته و از سال استقلال رواندا یعنی سال ۱۹۶۲، پایتخت و کانون اقتصادی، فرهنگی و مواصلاتی این کشور بوده‌است. خانهٔ اصلی و دفترهای پل کاگامه، رئیس جمهور رواندا و وزارت‌خانه‌ها همگی در کیگالی قرار دارند. شهر کیگالی در شهرستان کیگالی و استان کیگالی قرار گرفته‌است.

## تاریخچه
کیگالی در سال ۱۹۰۷ یعنی در دوران چیرگی استعماری آلمان در منطقه، بنیاد شد، ولی در سال ۱۹۶۲ بود که با استقلال رواندا، کیگالی نیز به عنوان پایتخت برگزیده‌شد. پیش از ان، پایتخت سنتی در نیانزا یعنی نشیمن‌گاه شاه موامی قرار داشت در حالی‌که مقر حکومت استعماری در بوتاره واقع شده‌بود. در آغاز بوتاره (که در آن وقت آستریدا نامیده می‌شد) برای پایتخت شدن با کیگالی رقابت داشت اما به‌خاطر موقعیت مرکزی‌تر کیگالی، این شهر را به عنوان پایتخت رواندا برگزیدند . کیگالی از آن زمان رشد بسیار زیادی داشته و مهم‌ترین شهر رواندا به‌شمار می‌آید.